# 1689

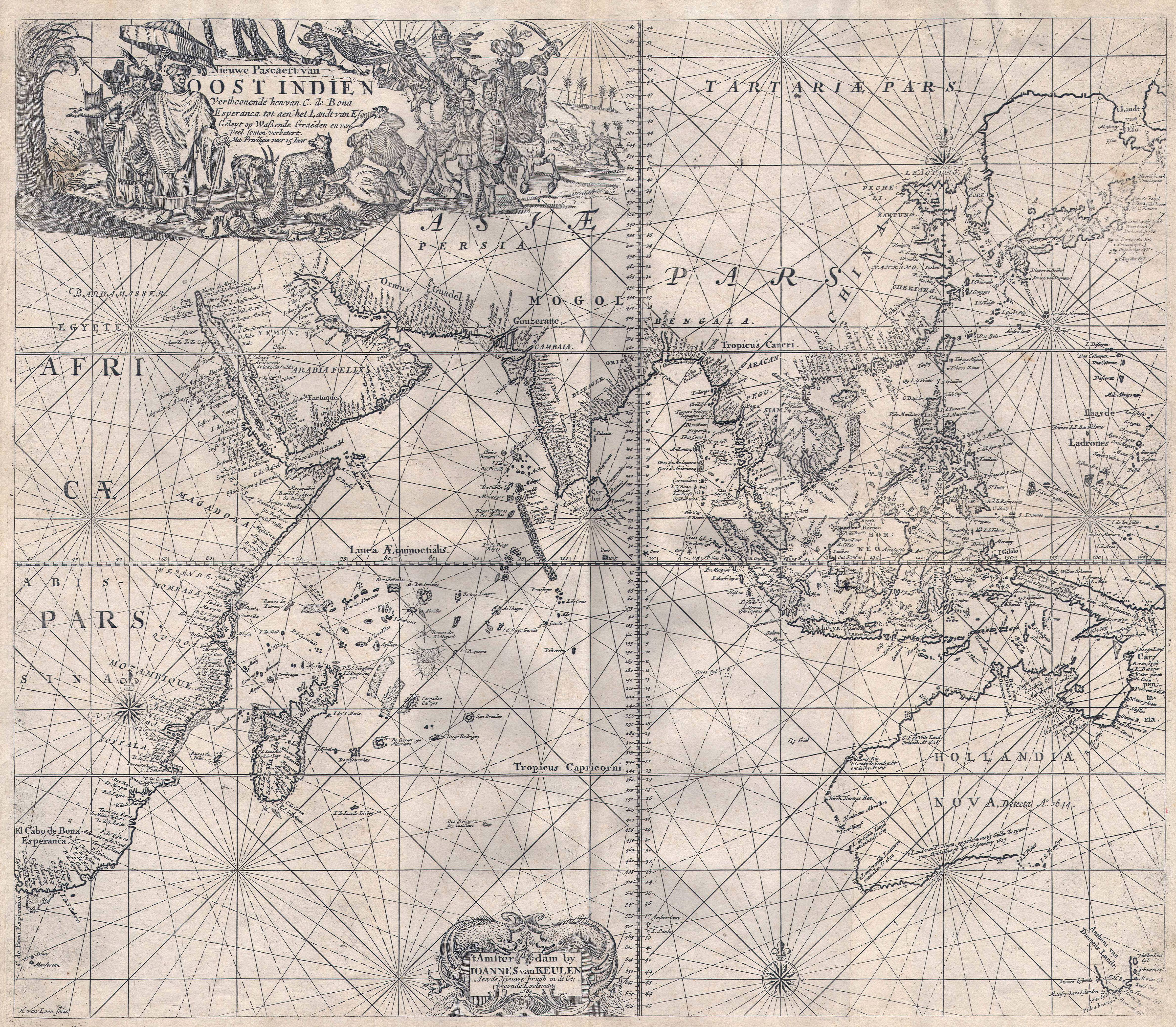
بطاقة جواز سفر يوهانس فان كولين لجزر الهند الشرقية 1689.

سنة 1689 كانت سنة بسيطة تبدأ يوم السبت (الرابط يظهر نموذج التقويم الكامل للسنة) من التقويم الميلادي، وسنة بسيطة تبدأ يوم الثلاثاء من التقويم اليولياني، وهو أقل بعشرة أيام.

## أحداث
- 15 يوليو: تأسيس مدينة سانتا كلارا وتقع حاليا في كوبا.
- بداية الحرب الوليمية في إيرلندا في 12 مارس 1689 والتي انتهت في 3 أكتوبر 1691.

## مواليد
- أحمد الدمنهوري
- مونتسكيو

## وفيات
- أرشيدوقة ماريا آنا يوزفا من النمسا
- أفرا بن مؤلفة إنجليزية
- إلياس هيس
- إينوسنت الحادي عشر
- بيير أنطونيو كابوبيانكو
- تافرنييه كاتب فرنسي
- توماس سيدنهام طبيب من المملكة المتحدة
- جبريل ميلان سياسي إسباني
- جون غريغوري (سياسي) سياسي أمريكي
- خوشحال خان ختك
- سونغ شي يول
- سيث وارد
- صالحة دل آشوب سلطان
- كرستينا ملكة السويد
- كونراد ماير (رسام) فنان سويسري
- لويس فرديناند ايل الأكبر رسام فرنسي
- ماري لويز من أورليان سياسية إسبانية